# Палац калги-султана
Палац калги-султана (крим. Qalğa Sultan sarayı), Калга-Сарай — середньовічний палацовий комплекс другої за значущістю людини у Кримському ханстві — калги-султана, знаходився в Сімферополі в місцині Султан-Базар.

## Історія
Був збудований в останній чверті XV — на початку XVI ст. на території Сімферополя, зруйнований під час нашестя армії Російської імперії у 1736 р., частково відновлений і знову знищений після захоплення Криму Росією у 1783 році. Палацовий комплекс кладався з 370 споруд (у всьому Акмесджиті на той час було 1800 споруд).
У 1832 р. на місці напівзруйнованого палацу калги-султана було збудовано броварню Вайсборда. За рішенням Ради міністрів УРСР у 1984 р. завод було виведено з експлуатації, після чого зрівняно з землею.

## Сучасний стан
Відсутність достовірних даних про зовнішній вигляд палацового комплексу в Сімферополі ускладнює пошуки місця його розташування. З початку 2000-х рр. ним вважається земельна ділянка в районі будинків №/№ 19-23 на вулиці Воровського; особлива увага приділяється адресі 21а. Історики роками домагалися визнання цієї території такою, що особливо охороняється, стверджуючи з посиланням на писемні джерела та праці вчених початку ХХ ст., що саме на цьому місці розташовувався палац калги-султана.
Духовне управління мусульман Криму (ДУМК, після російської окупації півострова — «духовне управління мусульман РК та Севастополя», «ДУМКС») проводило роботу щодо отримання території розташування палацу калги-султана: відповідні звернення надсилалися до Сімферопольської міськради багато разів. Свого часу ця територія також розглядалася як один із трьох варіантів місця розташування соборної мечеті, однак у ДУМК від цієї ідеї відмовилися, оскільки «знали, що тут є культурний шар», і ухвалили рішення шукати просторішу ділянку. В різні часи планувалося спорудження на цій території торговельно-розважального комплексу, комерційного висотного житла, льодового палацу, палацу водних видів спорту тощо. У жовтні 2013 р. ділянку площею 0,6215 га передали комунальному підприємству «Столиця» для будівництва спортивно-культурного центру.
Незабаром у ДУМК висловили намір реконструювати палацовий комплекс калги-султана, відтворивши на місці розташування мечеть, медресе, музей і бібліотеку.
28 березня 2015 р. на базі «Кримського інженерно-педагогічного університету» («КІПУ») відбувся круглий стіл на тему «Питання вивчення та збереження історико-культурної спадщини Сімферополя. Калга Султан: Історія, археологія, проблеми вивчення», в якому взяли участь вчені, громадські діячі, представники «ДУМКС», музеїв Криму та окупаційного «міністерства культури республіки Крим (РК)». Учасники заявили про «проблему збереження місця, на якому розташовувався палац калги-султана», оскільки на ньому заплановано будівництво багатоповерхового житлового будинку або ковзанки. При цьому було зазначено, що спеціальні дослідження з визначення археологічного культурного шару на цій території не проводилися. Також було заявлено про необхідність терміново припинити будівництво на місці історичного комплексу та почати археологічні розкопки. «ДУМКС» звернулося до «прокуратури РК» з заявою про перевірку «законності» надання «адміністрацією Сімферополя» цієї ділянки під забудову. Будівельні роботи вдалося призупинити після зустрічі «муфтія мусульман Криму» Еміралі Аблаєва з «головою РК» Сергієм Аксьоновим.
У липні 2017 р. на місці, де припускалося розташування палацового комплексу, вчергове почалося приватне будівництво; забудовник обгородив ділянку парканом, попри обурення представників громадськості та вчених. Було повідомлено, що приватний забудовник на руках має «правовстановлюючі документи» на землю; три ділянки по 10 соток були надані під приватну забудову ще до російської окупації Криму, остаточне оформлення відбулося вже у 2015—2016 рр., однак без «дозволу на будівництво». Щодо забудовника було складено «протокол про адміністративне правопорушення», виписано штраф і видано припис про припинення будівництва. В той час «депутат Держдуми РФ від РК» Руслан Бальбек запропонував підготувати необхідні «документи» для подальшої дослідницької роботи, а також архівні документи і матеріали, надіслати відповідні звернення до всіх профільних «міністерств» і «комітетів»; на додачу «директор Центрального музею Тавриди» Андрій Мальгін зазначив, що «громадська палата РК» звернулася до «голови міста» з проханням вжити заходів для недопущення будівництва на згаданій території.
У серпні 2017 р. стало відомо, що місце резиденції калги-султана поділили на 4 частини, 3 з яких загальною площею 25,5 сотки опинилися у приватних руках; у графі «цільове призначення» двох з них було вказано «індивідуальне житлове будівництво», а в третьому, найменшому, площею 5,5 сотки — «спорт». «Постановою» № 2623 від 09.08.2017 р. «міська адміністрація» надала 394 тис. рублів музеєві історії міста на проведення археологічних досліджень «місця резиденції калги-султана» після відповідного листа від «державного комітету з охорони культурної спадщини РК». Наприкінці місяця «заступник голови» згаданого «комітету» В'ячеслав Зарубін розповів, що кримське «керівництво» підтримало ініціативу археологів провести дослідження на «місці палацу калги-султана», і запевнив, що до проведення археологічної експертизи на місці можливого розташування палацового комплексу жодні будівельні роботи не проводитимуться.
У листопаді 2017 р. було проведено дослідження ділянки спільною експедицією «інституту археології Криму РАН» і «КІПУ» під керівництвом старшого наукового співробітника відділу середньовічної археології першої «установи» та завідувача кафедри історії другої, кандидата історичних наук Еміля Сейдалієва за незаконним дозволом від Міністерства культури РФ та «різними історичними джерелами» — картографічним матеріалом кінця XVIII — початку XIX ст. Під час робіт було виявлено входи до підвалів будівель пивзаводу, рештки перемішаного культурного шару 1-ї половини XVII — 1-ї чверті XIX ст., потужність якого склала від 1,4 до 3,0 м; у дев'яти шурфах було знайдено середньовічну кладку, кераміку (фрагменти водогону, будівельних елементів, посуд XVIII ст., люльки османського типу), уламки порцелянового, скляного та фаянсового посуду, металічні вироби, монети Кримського ханства та Російської імперії, черепиця-«татарка» тощо. Миттєво було заявлено: знахідки, передані до Музею історії Сімферополя, «свідчать про те, що на теперішній вулиці Воровського розташовувався палац „першого заступника“ кримського хана», і надалі, за наявності фінансування, планується продовжити дослідження повноцінними розкопками. Тогочасний власник ділянки, підприємець Орест Шаярлієв заявив, що нібито не знав про історичну значущість цього місця, і якщо ділянку визнають об'єктом культурної спадщини, він готовий відмовитися від неї за умови матеріальної компенсації.
13 квітня 2018 р. Руслан Бальбек повідомив, що розкопки на «місці палацу калги-султана» за рішенням «держкомітету з охорони культурної спадщини РК» були включені до переліку нових об'єктів культурної спадщини «республіки». 17 квітня цю інформацію під час прес-конференції підтвердив В'ячеслав Зарубін, додавши, що «об'єкт» охороняється державою-окупантом і що його «відомство» обговорює з керівництвом «КІПУ» можливість проведення повномасштабної експедиції. 18 квітня «міська адміністрація» Сімферополя на підставі звернення Ореста Шаярлієва від 13 лютого видала «постанову» про видачу містобудівного плану земельної ділянки площею 999 м² на вулиці Воровського, 21а. При цьому було вказано, що в межах ділянки об'єкти капітального будівництва та об'єкти, включені до Єдиного державного реєстру об'єктів культурної спадщини народів РФ, відсутні, а сама вона розташована у територіальній зоні забудови індивідуальними житловими будинками, відповідно дозволено її використання для індивідуального житлового будівництва не вище ніж три поверхи. В середині жовтня 2018 р. археологи несподівано заявили, посилаючись на дані експертизи «інституту археології Криму РАН», що культурний шар і об'єкти культурної спадщини на Воровського, 21а відсутні.
Наприкінці листопада 2018 р. «заступник голови держкомітету з охорони культурної спадщини РК» Олександр Жаворонков під час прес-конференції заявив, що рішення щодо майбутнього статусу території «на місці палацу калги-султана» буде ухвалено після проведення повного обсягу розкопок. При цьому Руслан Бальбек висловив сподівання, що припущення кримських вчених підтвердяться й об'єкт буде визнано пам'яткою культурної спадщини, і оголосив захист території, на якій, згідно з припущеннями, розташовувався палац калги-султана, «досягненням російського Криму», додавши, що об'єкт «вже перебуває у реєстрі знову виявлених об'єктів культурної спадщини».
Під час досліджень власники ділянки виграли 9 «судових розглядів» щодо спорудженого паркану, а також «суд» щодо «законності права власності». Кримські ЗМІ переконували аудиторію «робити об'єктивний вибір між будівництвом соціально важливих об'єктів чи пошуком малоймовірних слідів історичних подій». Тим часом «прокуратура», «суди» та «управління архітектури і містобудування» вирішували, чи «законно» згадувану земельну ділянку було передано у приватну власність і чи можлива її забудова. Було заявлено, що на місці, де був палац калги-султана, буде зведено «соціально значущу споруду» та каплицю на честь Пресвятої Богородиці, будівництво якої підтримав президент Асоціації грецьких громадських об'єднань РФ Іван Саввіді, представники «держради РК» та мешканці міста. Згідно з раніше опублікованою інформацією, будівництво каплиці на Воровського, 21а благословив митрополит Сімферопольський і Кримський (УПЦ МП) Лазар, однак 1 жовтня 2019 р. в Сімферопольській і Кримській єпархії УПЦ МП заявили, що не мають жодного стосунку до будівництва, яке здійснюється «без благословення правлячого архієрея».